# Tranvia di Samsun
La tranvia di Samsun è una tranvia che serve la città turca di Samsun e le località limitrofe.

## Storia
La prima tratta della tranvia, di 16 km di lunghezza, fu aperta al traffico il 10 ottobre 2010; un prolungamento di 14 km verso sud fu aperto in due fasi nel 2016.

## Caratteristiche
La linea è lunga 30 km.

## Materiale rotabile
Sulla linea sono in servizio vetture tranviarie del modello AnsaldoBreda Sirio, lunghe 32 m e larghe 2,65 m.